# نوجوانی

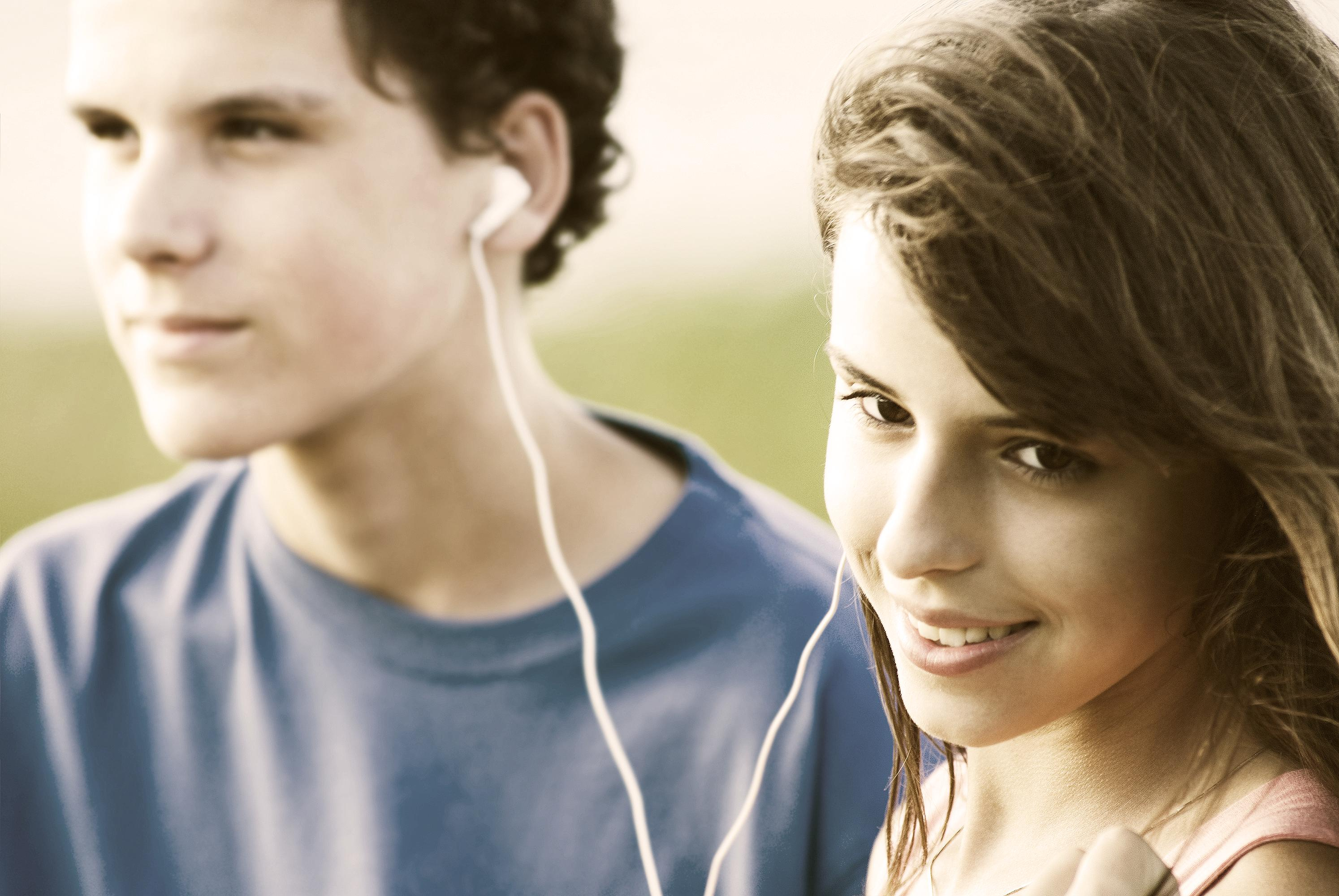
دو نوجوان در حال گوش دادن به موسیقی

نوجوانی مرحلهٔ‌گذار رشد فیزیکی و روانی انسان است که میان کودکی و جوانی روی می‌دهد. این گذار، تغییرات زیستی (بلوغ جنسی)، اجتماعی، و روان‌شناختی را در بر می‌گیرد، هرچند که از میان این‌ها تنها تغییرات زیستی و روان‌شناختی را می‌توان به آسانی اندازه‌گیری کرد. نوجوانی معمولاً بین ۱۲ تا ۱۸ سالگی تعریف شده است
در سال‌های اخیر، آغاز بلوغ در پیشانوجوانی (پیش از نوجوانی) به نوعی افزایش داشته است (به‌ویژه در دختران، با بلوغ زودهنگام و زودرس)، و نوجوانی گاهی در آن‌سوی سال‌های نوجوانی (به‌ویژه در پسران) امتداد داشته است. این تغییرات تعریفی منسجم از چارچوبهٔ زمانی نوجوانی را دشوارتر ساخته است.
پایان نوجوانی و آغاز جوانی و بزرگسالی بسته به کشورهای مختلف و نسبت به کاربردش متغیر است؛ و حتی فراتر از آن در درون یک کشور یا خرده‌فرهنگ هم ممکن است سنین متفاوتی برای بلوغ (از نظر دوره‌بندی و قانونی) به منظور سپردن وظایف مشخص در جامعه، در نظر گرفته شود. برخی از این موارد شامل: رانندگی وسایل نقلیه، داشتن روابط جنسی قانونی، خدمت سربازی، تهیه و نوشیدن مشروبات الکلی، دادن رأی، قرارداد بستن، داشتن سیم‌کارت، تکمیل برخی مقاطع تحصیلی، یا ازدواج است. نوجوانی معمولاً برخلاف مقطع پیشانوجوانی، با افزایش استقلال توسط پدر و مادر یا سرپرست قانونی و نظارت کمتر همراه است.